# Cölln (Meißen)

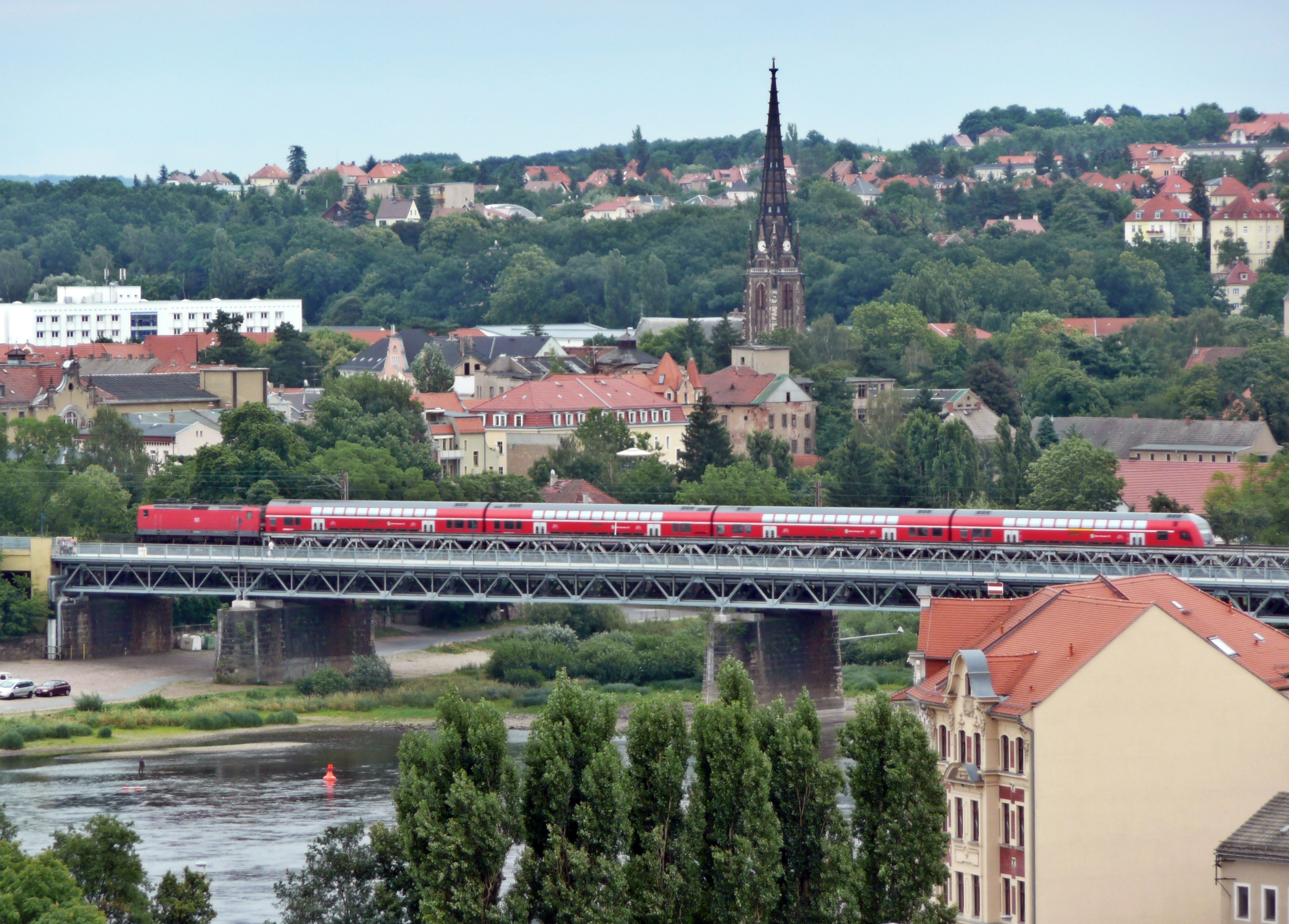
Blick von der Meißner Altstadt auf die Eisenbahnbrücke, dahinter Cölln mit dem Turm der Johanneskirche. Die Häuser auf der Anhöhe im Hintergrund gehören zu Niederspaar.

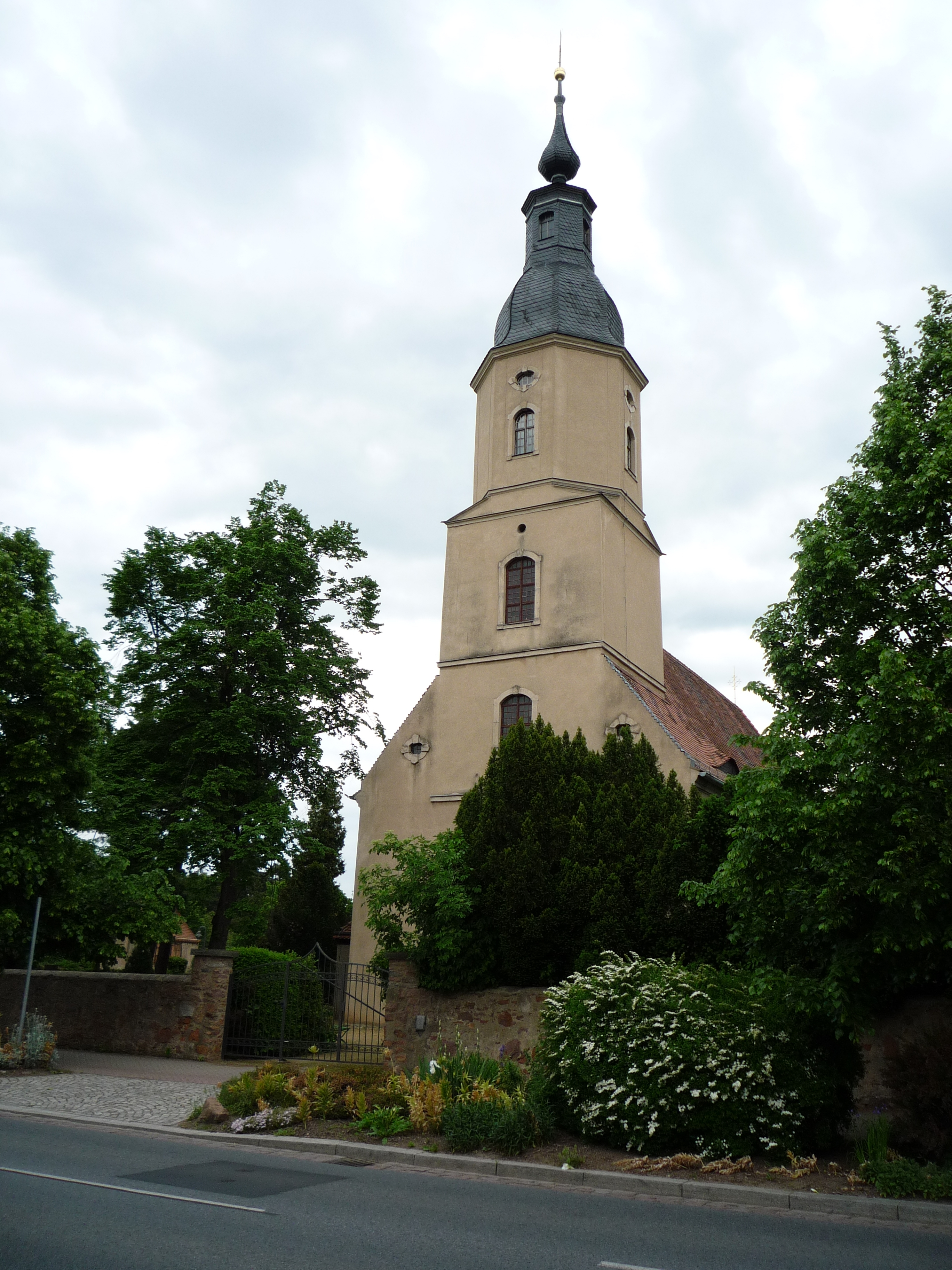
St.-Urban-Kirche in Cölln

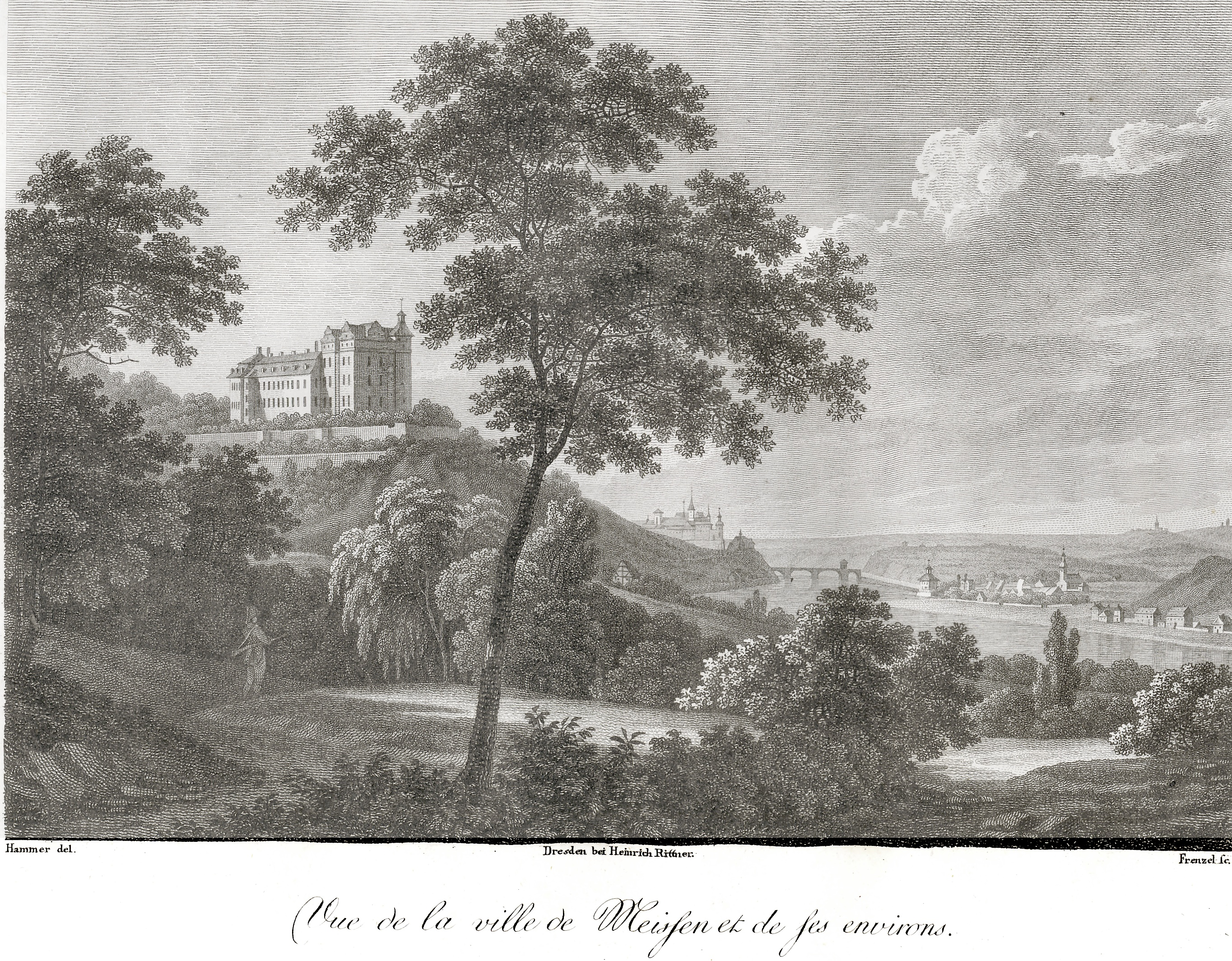
Cölln (rechts) auf einem Kupferstich von Christian Gottlob Hammer, links Schloss Siebeneichen, in der Mitte (Hintergrund) die Albrechtsburg

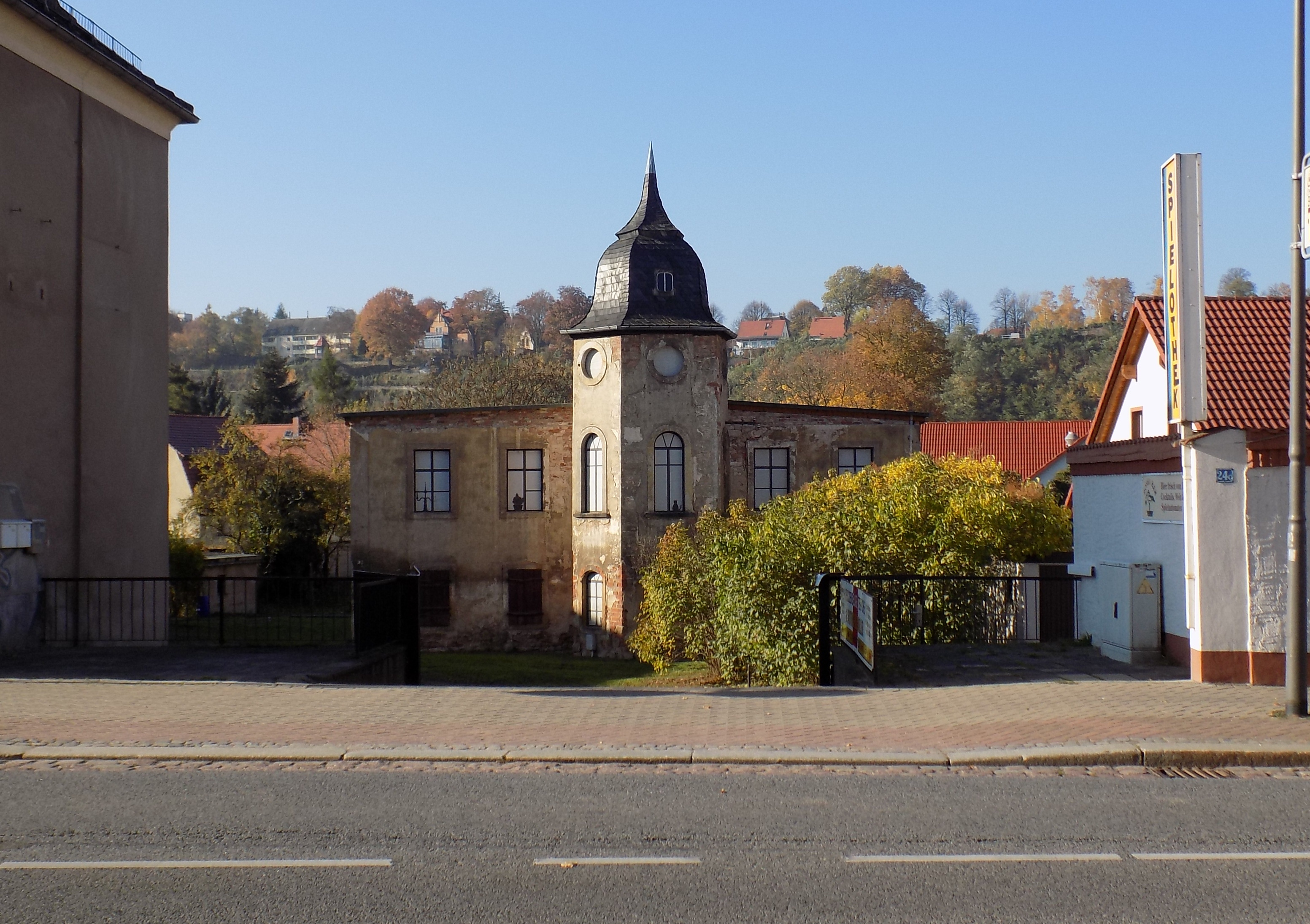
Gutshaus Cölln

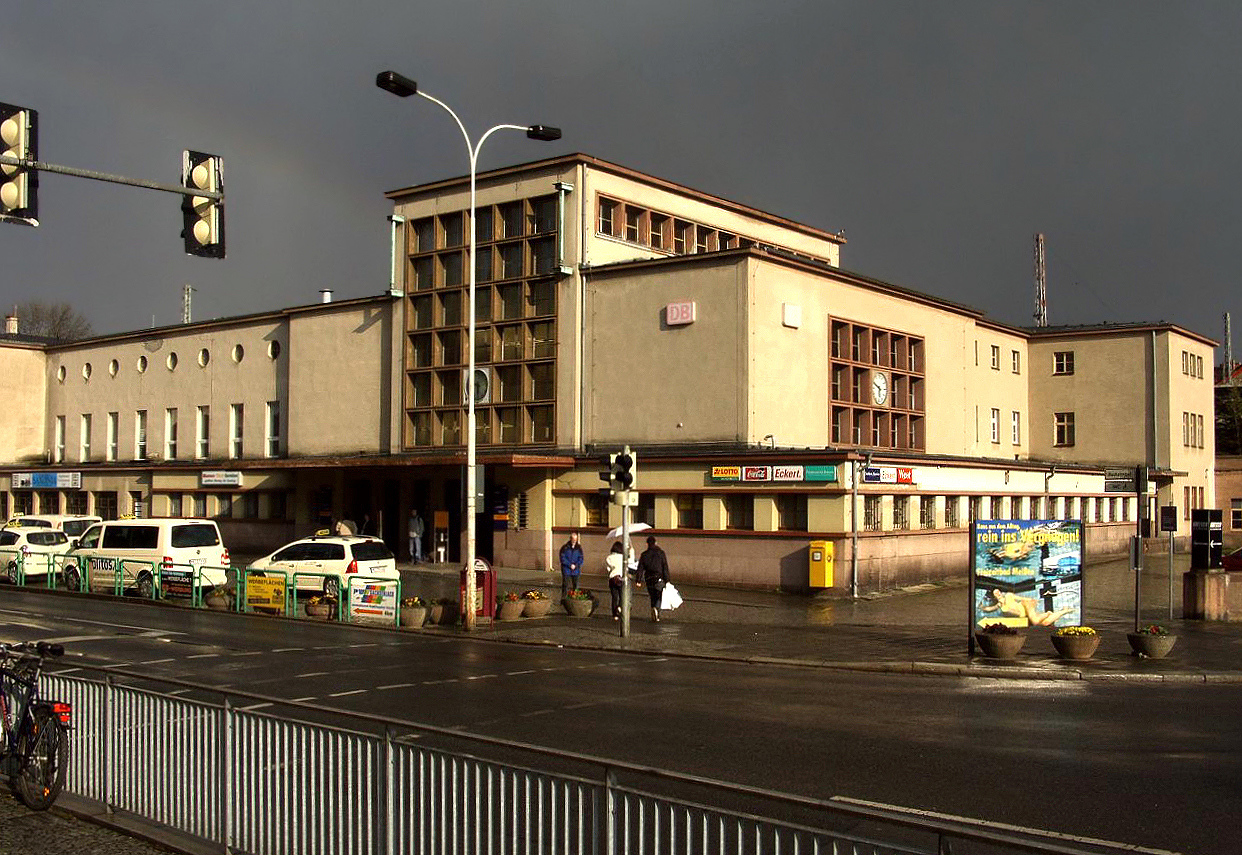
Nach Plänen von Wilhelm Kreis errichtetes Empfangsgebäude des Bahnhofs Meißen in Cölln

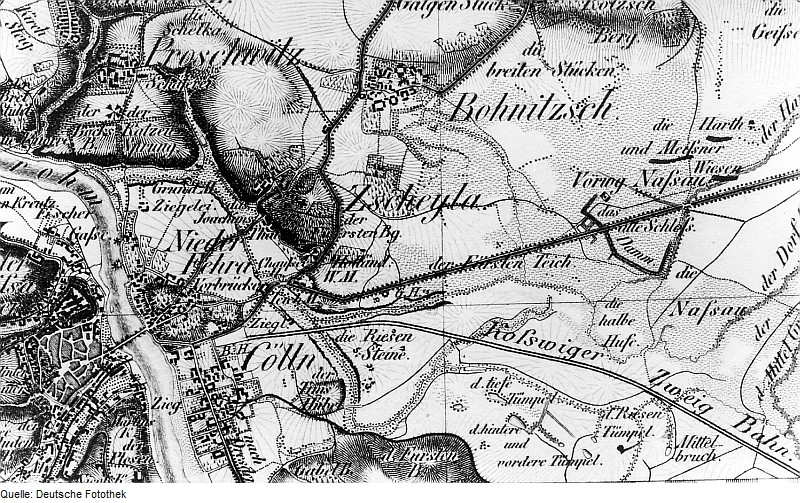
Cölln, seine Nachbarorte und alte Flurnamen der nahen Umgebung auf einer Karte aus dem 19. Jahrhundert

Cölln ist ein Stadtteil von Meißen im Landkreis Meißen, Sachsen. Die rechtselbische Siedlung wurde Anfang des 20. Jahrhunderts eingemeindet und gehört heute zur Meißner Innenstadt.

## Geographie
Cölln liegt in der gleichnamigen Gemarkung im östlichen Zentrum des Meißner Stadtgebiets am Ufer der Elbe. Es ist umgeben von den anderen zu Meißen gehörenden Stadtteilen Vorbrücke im Norden, Nassau im Nordosten, Zaschendorf im Osten und Niederspaar im Südosten. Gegenüber, am anderen Elbufer, stehen die Meißner Fischerhäuser. Einige Ausläufer des Spaargebirges erreichen den Stadtteil.
Durch Cölln verläuft die Dresdner Straße, die Meißen rechtselbisch über Sörnewitz, Coswig und Radebeul mit Dresden verbindet. Auf ihr verkehren die ÖPNV-Buslinien A und 401 der Verkehrsgesellschaft Meißen (VGM). Von der Dresdner Straße zweigen die Brauhaus- und Kurt-Hein-Straße ab, die über die Cöllner und Zaschendorfer Straße eine Verbindung über Zaschendorf nach Neusörnewitz und Weinböhla herstellen. Hier verkehren die Buslinien B und 411 der VGM. Die Fabrikstraße und die Großenhainer Straße führen zur Bundesstraße 101, die Bahnhofstraße verläuft ab dem Dr.-Eberle-Platz oberhalb des Elberadwegs bis zur Alten Elbbrücke in Richtung Altstadt. 
In Cölln steht der Bahnhof Meißen, an dem die Züge der Linie S1 der S-Bahn Dresden halten. Südwestlich des Bahnhofs führt die Bahnstrecke Borsdorf–Coswig auf der Meißner Eisenbahnbrücke über die Elbe. Direkt nordöstlich des Bahnhofs, auf dem Gelände des aufgegebenen Güterbahnhofs, steht der neugebaute Busbahnhof Meißen mit überdachten Bussteigen, der von den Stadt- und Regionalbuslinien bedient wird. In Cölln befinden sich auch das Landratsamt des Landkreises Meißen und die Fachhochschule der Sächsischen Verwaltung (früher hatte dort die Ingenieurschule für Kraft- und Arbeitsmaschinenbau „Rudolf Diesel“ Meißen ihren Sitz). Durch den Ort verlaufen die Sächsische Weinstraße und der Sächsische Weinwanderweg.

## Geschichte
Erstmals erwähnt wurde der Ortsname, als 1233 „acta sunt Colonae“ in einer Urkunde zu lesen ist. Entweder handelt es sich um eine Namenübertragung von Köln (lat. Colonia) oder Schreiber der Kanzlei deuteten das Wort „colonia“ in eine ältere, ähnlich klingende Bezeichnung ein. Hierfür kommt am ehesten das altsorbische *Koľno in Frage, das etwa „palisadengeschützter Ort“ bedeutet. Demnach wäre Cölln die „Siedlung bei den Schuppen/Ställen“. Vom 13. bis zum 16. Jahrhundert wechselten die Schreibweisen häufig; unter anderem waren die Formen „Colonia (apud Misnam)“ („Cölln (bei Meißen)“), „Kulne“, „Coln“, „Kollin“ und „Kellen“ in Gebrauch. Zur Unterscheidung von „Cölln b. Bautzen“ hieß der Ort 1875 „Cölln b. Meißen“.

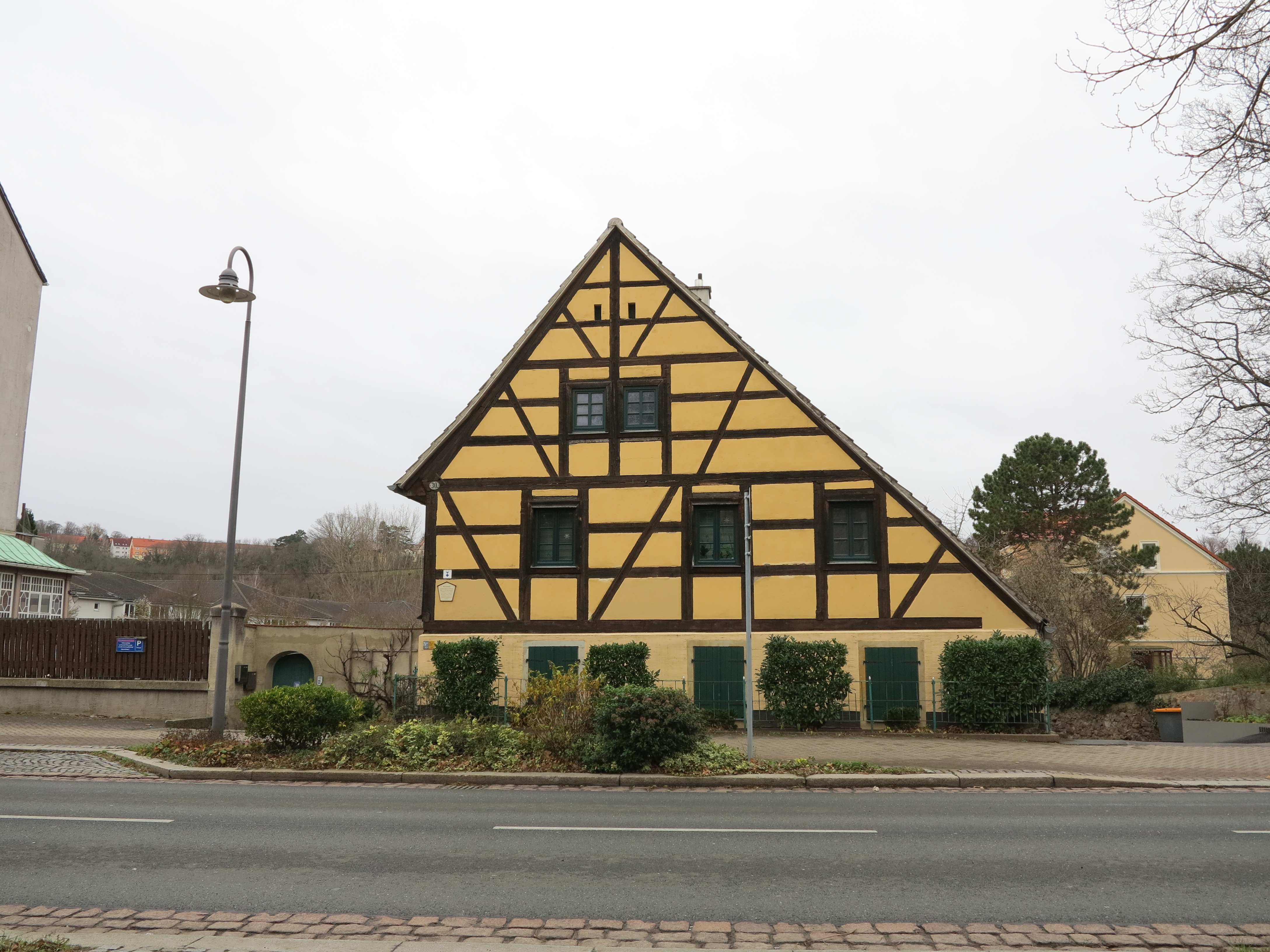
Alte Dorfschule, 1539 gegründet. Mehrfach erneuert. Wie es damals üblich war, wohnte der Lehrer, der zugleich Küster war, im Obergeschoß. Im Erdgeschoß war der bzw. die Unterrichtsräume.

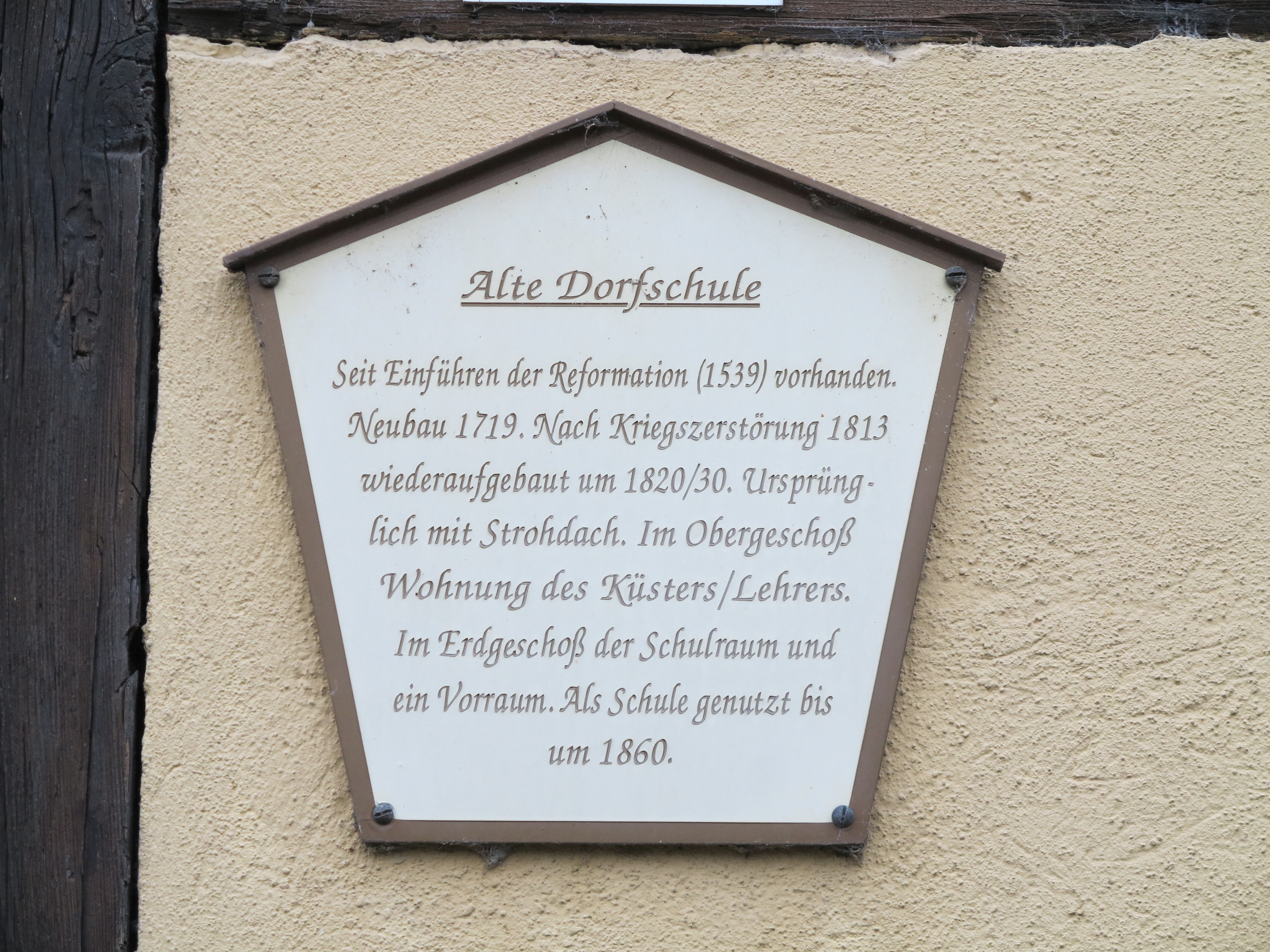
Infotafel an der alten Dorfschule

Eine Theorie zum Ursprung des Ortes besagt, dass die Bischöfe des Bistums Meißen die „Colonia“ als mittelalterliche Stadt gründeten, was jedoch letztlich wegen der Nähe Meißens gescheitert sei. Übrig blieb über Jahrhunderte nur ein Platzdorf, das eine gewannähnliche Streifenflur besaß, deren Gesamtfläche im Jahr 1885 etwa 282 Hektar betrug. Für 1255 ist ein Allodium belegt. Der elf Jahre später genannte „Gotscalcus miles de Colonia“ lässt vermuten, dass zu dieser Zeit in Cölln ein Herrensitz bestand. Das Meißner Hospital unterhielt 1478 ein Vorwerk im Ort. Seit mindestens 1547 gab es ein Rittergut in Cölln. Der um 1710 ausgebaute schlichte barocke Winkelbau mit seinem Türmchen war stark vom Elbhochwasser 2002 betroffen.
In die Grundherrschaft teilten sich Mitte des 16. Jahrhunderts das Meißner Domkapitel und der sächsische Oberhofmarschall Ernst von Miltitz, der auf Schloss Batzdorf saß. Die Verwaltung des Ortes oblag jahrhundertelang dem Erbamt Meißen, Cölln war demnach ein Amtsdorf. Im 17. Jahrhundert gehörte das entstandene örtliche Rittergut der Uradelsfamilie von Wol(f)framsdorff, die sich auch von Wolfframsdorf-Cölln nannten. Die Töchter verkauften den Besitz an Wilhelm Theodor von Foerster. An die von Wolfframsdorff-Cölln erinnert bis heute eine Erinnerungstafel aus 1770 in St. Urban. In Cölln lebten im 19. Jahrhundert auch viele Mitglieder der Familie von Berlepsch, die bei den Foerstern eingeheiratet hatten.
Im Jahr 1856 gehörte es zum Gerichtsamt Meißen und kam danach zur Amtshauptmannschaft Meißen, aus der der gleichnamige Landkreis hervorging. Auf Grundlage der Landgemeindeordnung von 1838 erlangte Cölln seine Selbstständigkeit als Landgemeinde. Diese vergrößerte sich am 1. Januar 1890 durch die Eingemeindung von Niederfähre-Vorbrücke. Seit dem 1. Januar 1901 gehört Cölln zu Meißen.
Die Cöllner St.-Urban-Kirche geht auf das 12. Jahrhundert zurück und war ursprünglich ein romanischer Saalbau. Eingepfarrt waren die heutigen Meißner Stadtteile Vorbrücke, Zaschendorf, Nieder- und Oberspaar sowie im Mittelalter möglicherweise auch Weinböhla. Von 1691 bis 1701 wurde sie im Barockstil neugebaut und diente im 18. und 19. Jahrhundert als Pfarrkirche. In der St.-Urban-Kirche, die 1985 nur knapp dem Abriss wegen fehlender Mittel entging, blieb ein ausdrucksstarker gotischer Flügelaltar erhalten. Unmittelbar neben ihr entstand nach Plänen von Theodor Quentin ab 1895 die am 24. Oktober 1898 geweihte, wesentlich größere Johanneskirche, die unter anderem ein von Sascha Schneider geschaffenes Fresko enthält. Seitdem dient die St.-Urban-Kirche als Friedhofskapelle.

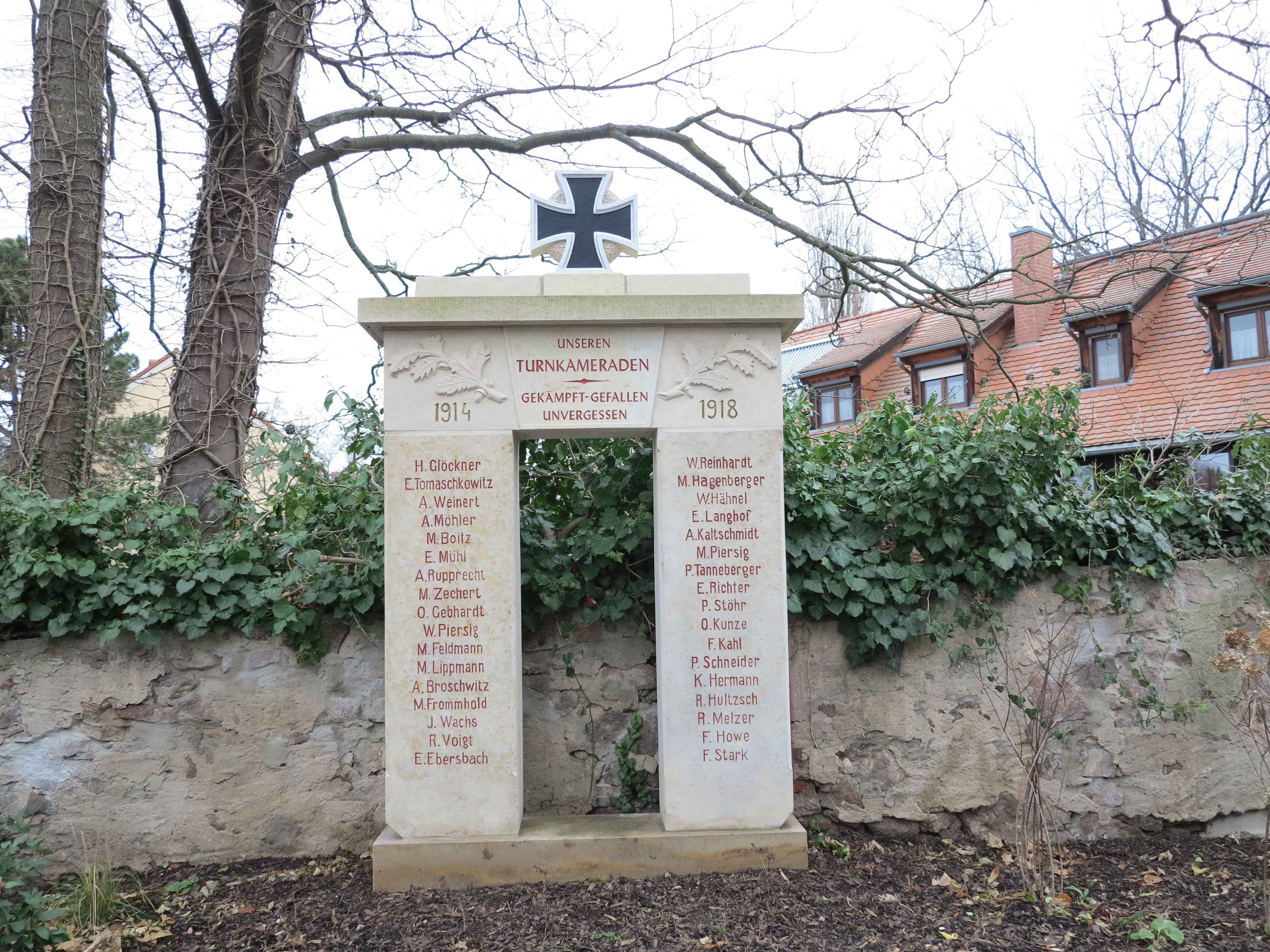
Denkmal für den 1. Weltkrieg

Im späten 19. Jahrhundert wuchs Cölln als Nachbarort von Meißen schlagartig an und wurde von einer gründerzeitlichen Bauwelle erfasst. Neben zahlreichen neuen Wohnhäusern entstanden auch Industriebetriebe, darunter 1869 die Sächsische Ofen- und Chamottewaaren-Fabrik und 1897 die Schwerter Brauerei. Die Straßenbahn Meißen verkehrte ab 1899 vom Bahnhof in Cölln über die Meißner Altstadt bis ans Buschbad. In der Zeit der DDR verfielen die Gebäude mehr und mehr, seit 2004 ist Cölln ein Sanierungsgebiet.

## Einwohnerentwicklung
| Jahr | Einwohner                      |
| ---- | ------------------------------ |
| 1547 | 26 besessene Mann, 22 Inwohner |
| 1764 | 20 besessene Mann, 5 Häusler   |
| 1834 | 271                            |
| 1871 | 796                            |
| 1890 | 5923                           |
| 1910 | siehe Meißen                   |

## Personen
- Hugo Dinger (* 2. Juli 1865 in Cölln; † 28. März 1941 in Jena), Dramaturg, Theaterleiter und Literaturwissenschaftler
- Hans Rudolph Hentschel (* 21. Oktober 1869 in Cölln; † 27. März 1951 in Meißen), Porzellanmaler
- Konrad Hentschel (* 3. Juni 1872 in Cölln; † 9. Juli 1907 in Meißen), Porzellanmodelleur
- William Hering (* 1812 in Rochlitz; † 1897 in Cölln), evangelischer Pfarrer und Politiker
- Johannes Paucka (* 14. März 1897 in Cölln; † 25. April 1945 in Wernsdorf), Sattler und Widerstandskämpfer gegen das NS-Regime
- Johann Friedrich Ernst Stange (* 1797 in Dresden; † 2. April 1861 in Cölln), Pädagoge, evangelisch-lutherischer Pfarrer und Autor
- Georg Türke (* 27. November 1884 in Cölln; † 30. Januar 1972 in Meißen), Bildhauer, Graphiker und Zeichner und Medailleur
- Erich Zimmermann (* 29. November 1892 in Cölln; † 24. Februar 1968 in Berlin), Opernsänger (Tenor)